# Municipio de Cassidy
El municipio de Cassidy (en inglés: Cassidy Township) es un municipio ubicado en el condado de Christian en el estado estadounidense de Misuri. En el año 2010 tenía una población de 7639 habitantes y una densidad poblacional de 257,75 personas por km².

## Geografía
El municipio de Cassidy se encuentra ubicado en las coordenadas 37°3′27″N 93°14′10″O / 37.05750, -93.23611. Según la Oficina del Censo de los Estados Unidos, el municipio tiene una superficie total de 29.64 km², de la cual 29.59 km² corresponden a tierra firme y (0.17%) 0.05 km² es agua.

## Demografía
Según el censo de 2010, había 7639 personas residiendo en el municipio de Cassidy. La densidad de población era de 257,75 hab./km². De los 7639 habitantes, el municipio de Cassidy estaba compuesto por el 94.71% blancos, el 0.77% eran afroamericanos, el 0.48% eran amerindios, el 0.76% eran asiáticos, el 0.08% eran isleños del Pacífico, el 1.06% eran de otras razas y el 2.13% pertenecían a dos o más razas. Del total de la población el 3.23% eran hispanos o latinos de cualquier raza.